# Mops trevori
Mops trevori é uma espécie de morcego da família Molossidae. Pode ser encontrada em duas populações distintas: uma na África Ocidental (Guiné, Costa do Marfim, Gana e Nigéria); e outra na África Central (República Centro-africana, República Democrática do Congo, Sudão e Uganda).